# Woozle Hill
Der Woozle Hill ist ein 50 m hoher Hügel im nahe dem Zentrum der Galíndez-Insel in der Gruppe der Argentinischen Inseln des Wilhelm-Archipels vor der Westküste der Antarktischen Halbinsel.
Teilnehmer der British Graham Land Expedition (1934–1937) unter der Leitung des australischen Polarforschers John Rymill kartierten ihn. Das UK Antarctic Place-Names Committee benannte ihn 1959. Namensgeber ist ein virtuelles Tier aus dem Kinderbuch Pu der Bär des britischen Autors A. A. Milne von 1926, das Spuren im Schnee hinterlässt, die in Wirklichkeit von der nach ihm im Kreis umherlaufenden Hauptfigur stammen. Hintergrund der Benennung ist der Umstand, dass der Hügel häufiges Untersuchungsobjekt für Eisstudien war und danach von seinem Gipfel kreisförmig angeordnete Fußspuren zu sehen waren.